# Cerkiew św. Paraskewy w Kamiannej
Cerkiew św. Paraskewy w Kamiannej – dawna cerkiew prawosławna, wzniesiona w 1930 w Kamiannej.
Po 1947 przejęta i użytkowana przez kościół rzymskokatolicki, obecnie jako kościół parafialny pw. Nawiedzenia Najświętszej Maryi Panny Parafii w Kamiannej.
Cerkiew wpisano na listę zabytków w 2011.

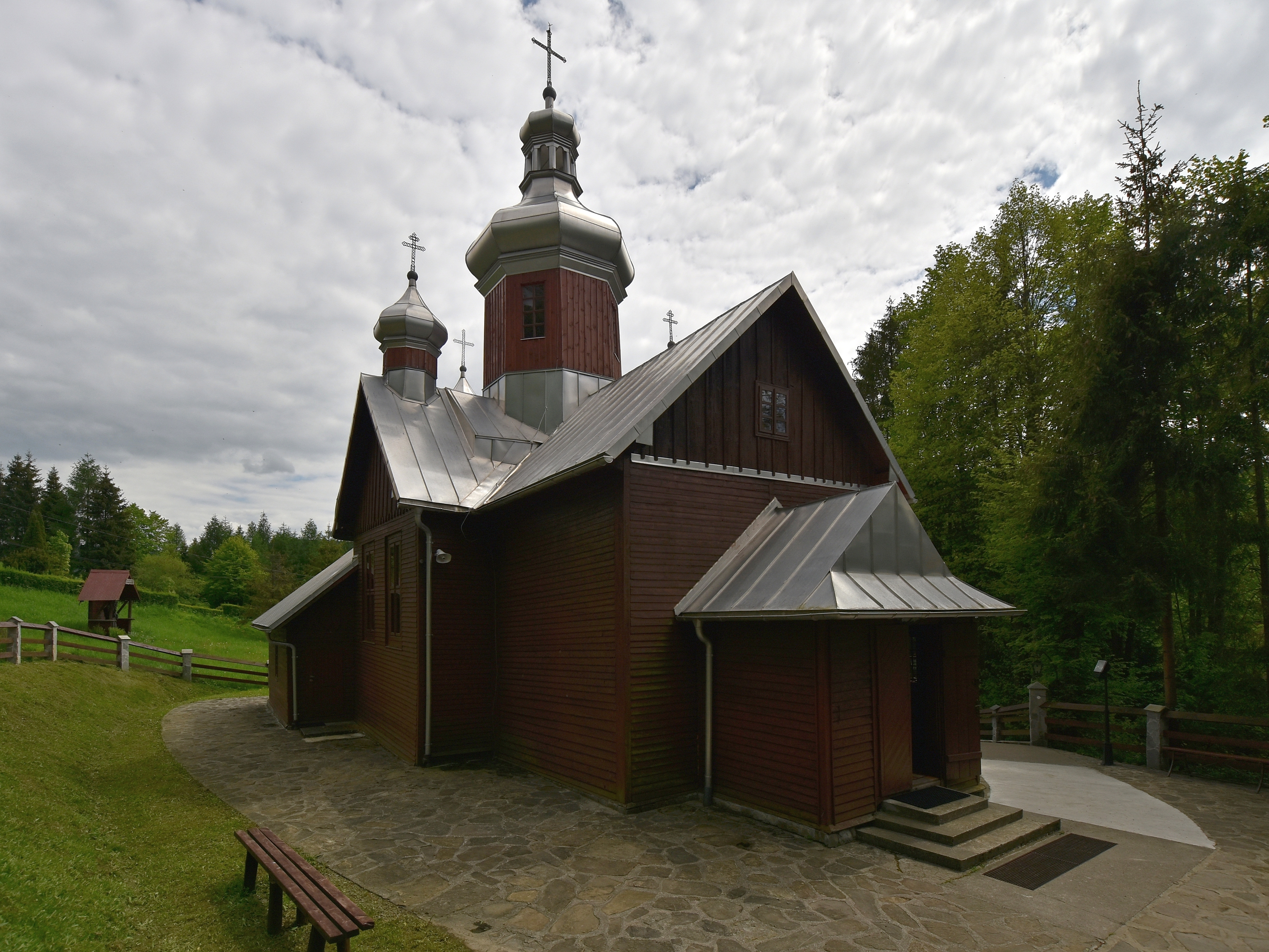
Elewacja frontowa
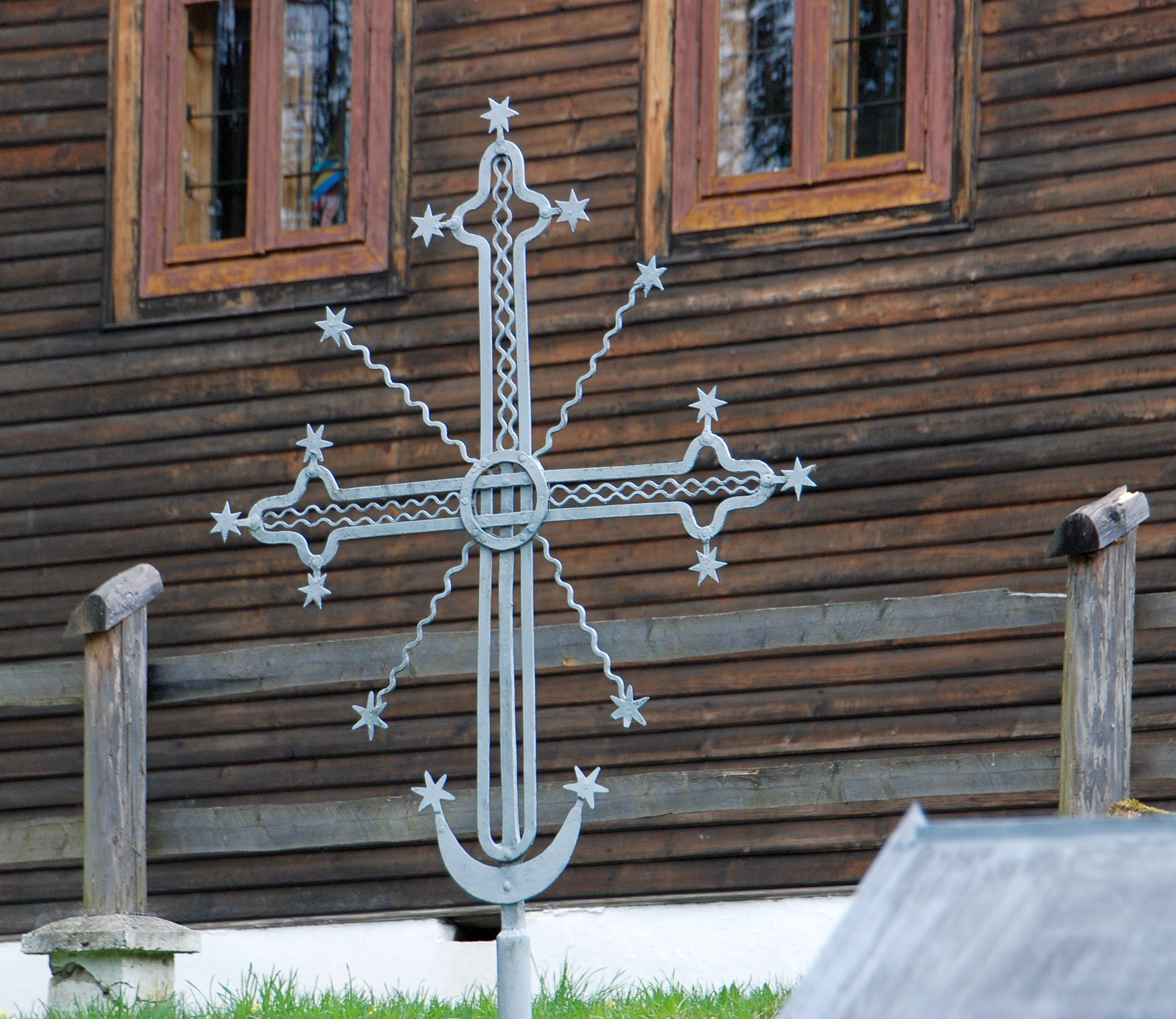
Otoczenie
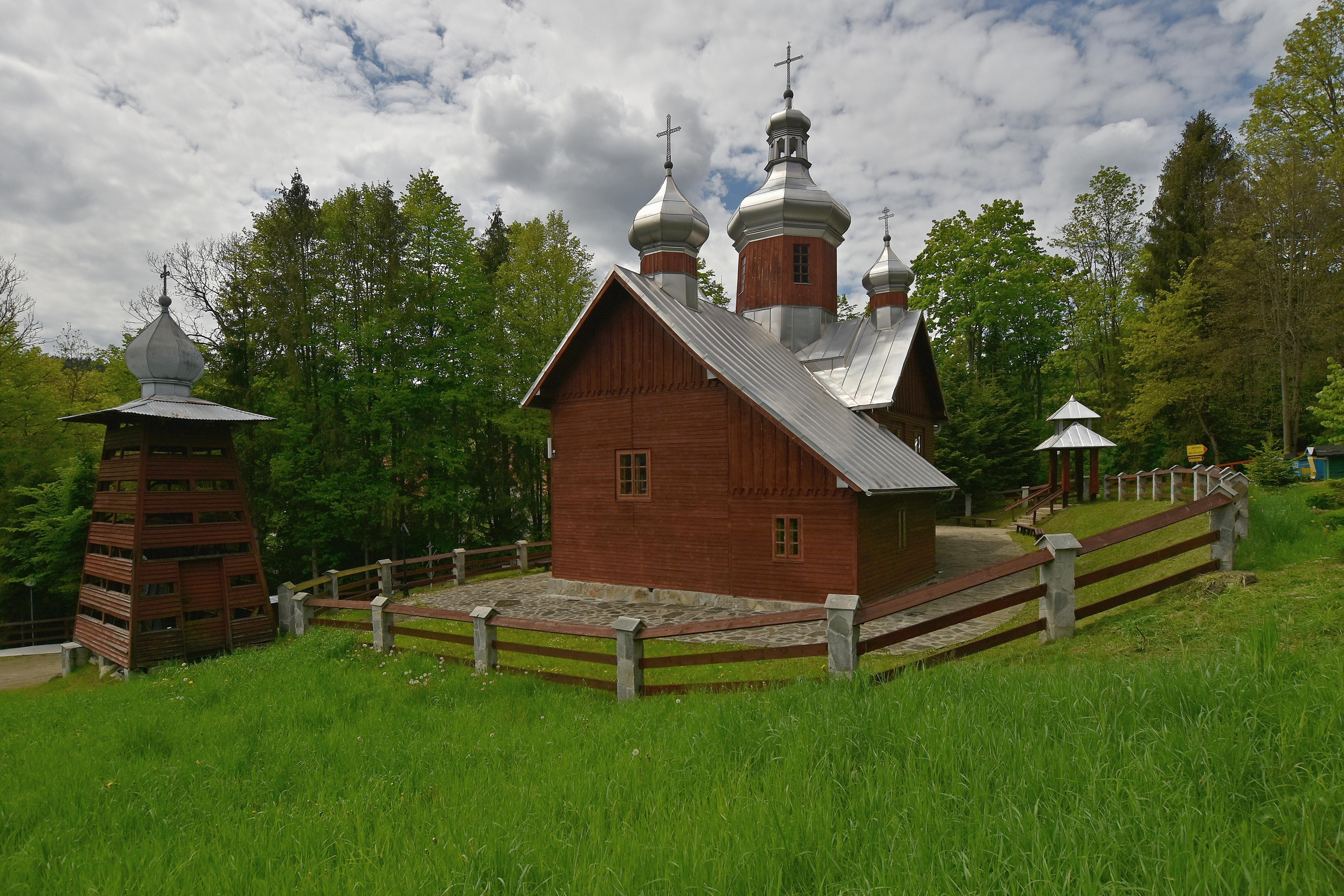
Elewacja wschodnia